# カイト (映画)
『カイト』（原題：Kites）は、2010年に公開されたインド・メキシコ・アメリカ合作のロマンティック・アクション・スリラー映画。アヌラーグ・バスが監督、ラケシュ・ローシャンがプロデューサーを務め、リティク・ローシャン、バルバラ・モリ、カンガナー・ラーナーウト、カビール・ベーディーが出演している。5月21日にインド・北米で公開され、北米ではボリウッド映画としては当時最大規模の208スクリーンで公開された。アメリカ公開のボリウッド映画では、初めて週末映画トップ10入りを果たした。公開直後の興行収入は好調だったものの興行収入の6割はネット視聴となり、公開1週間で小スクリーンでの上映に切り替えられた。
日本では2011年3月に大阪アジアン映画祭で特別招待作品として上映された。

## キャスト
- ジャイ・シンガニア - リティク・ローシャン
- ナターシャ/リンダ - バルバラ・モリ
- ジーナ - カンガナー・ラーナーウト
- ボブ・グローヴァー - カビール・ベーディー（英語版）
- トニー・グローヴァー - ニコラス・ブラウン（英語版）
- ロビン - アーナンド・ティワーリー（英語版）
- ジャマール - ユーリ・スーリー
- ジーナの母 - マドゥリ・バティア
- 警官 - スティーヴン・マイケル・ケサダ
- レイヤード・ウォーカー - ロナルド・ロベルト・ハミルトン
- リポーター - カム・タイラ
- 国境警備隊員 - アイヴァン・ブルッシェ
- バウンティハンター - ルース・レインズ

## 製作
当初、ヒロイン役としてソーナム・カプールにオファーを出していたが、彼女は脚本にある過度に大胆なシーンを嫌がり出演を拒否した。ディーピカー・パードゥコーンにも主要キャストとしてオファーを出していたが、彼女もソーナムと同じ理由で出演を断り、多くの出演交渉と脚本の変更を経て、最終的にバルバラ・モリがヒロイン役に起用された。
映画の世界配給権は15億ルピーで売り出され、リライアンス・ビッグ・ピクチャーズが権利を取得した。衛星放送の権利はソニーTVグループが取得し、音楽の権利はTシリーズ/ビッグ・ミュージックが取得している。

## 公開
映画はインド国内3000スクリーン、世界30か国500スクリーンで公開された。北米では当時最大規模となる208スクリーンで公開されている。公開1週間後の5月28日にはインターナショナル版が公開され、60か国で上映される予定になっていた。
インターナショナル版第2弾として『Kites: The Remix』も公開され、監督にブレット・ラトナー、編集にマーク・ヘルフリッチ、音楽にグレーム・レヴェルが参加しており、『Kung Faux』のリミックス技術が使用されている。

## 評価

### 興行収入
インド国内の興行収入は4億9270万ルピーとなっている。北米の公開初週末の興行収入は95万8673ドルを記録した。映画は週末映画ランキングのトップ10入りを果たした最初のボリウッド映画となり、それまでの『マイネーム・イズ・ハーン』の最高記録（第13位）を抜いたものの、興行収入は同作の記録（190万ドル）を更新できなかった。イギリスでは公開初日に17万4000ポンドの興行収入を記録し、第10位にランクインした。Box Office Indiaは最終的な結果として「興行的に失敗した」と判断している。

### 批評
Rotten Tomatoesでは26件のレビューが寄せられ支持率77%、平均評価6.1/10となっている。Box Office Indiaは「インドのほとんどの場所で公開された」ものの、「反応は色好いものではなかった」としており、その最大の原因として英語とスペイン語の会話シーンが多いことを指摘している。Review Gangでは13件のレビューが寄せられ、平均評価5/10となっている。Rediff.comのラジャ・センはキャストの演技と撮影技術については高く評価しているが、全体の評価としては2/5の星を与えるに留まった。AOL Indiaのノヤン・ジョーティ・パラサナは、「言語の壁を超えたラブストーリーは失敗に終わりました」と批評している。インディアン・エクスプレスのシューブラ・グプタは、映画を「新しいボトルに入っている古いワイン」と表現している。

### 受賞・ノミネート
ジー・シネ・アワード
- 最優秀撮影監督賞（受賞）：アヤナンカ・ボス（英語版）[20]
- 最優秀新人女優賞（ノミネート）：バルバラ・モリ[21]
- 最優秀男性プレイバックシンガー賞（ノミネート）：KK（英語版）（「Zindgi Do Pal Ki」）[21]

ビッグスター・エンターテインメント・アワード
- 最優秀男性プレイバックシンガー賞（ノミネート）：KK（「Zindgi Do Pal Ki」）

GIMAアワード
- 最優秀男性プレイバックシンガー賞（ノミネート）：KK（「Zindgi Do Pal Ki」）